# Trasporto di carica elettrica

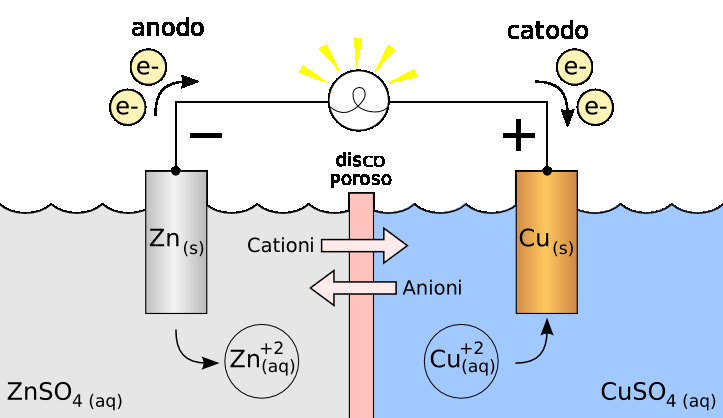
Trasporto di carica elettrica in una cella galvanica: all'interno della soluzione elettrolitica e del setto poroso si ha il meccanismo di migrazione (i portatori di carica sono in questo caso i cationi e gli anioni), mentre nel circuito esterno che collega gli elettrodi il trasporto di carica avviene per conduzione (i portatori di carica sono in questo caso gli elettroni).

Nell'ambito dei fenomeni di trasporto, il trasporto di carica elettrica corrisponde al movimento di specie cariche, che possono essere elettroni nel caso dei conduttori elettronici (materiali metallici, semiconduttori e grafite) o ioni nel caso dei conduttori ionici (elettroliti).
Si può avere inoltre il caso in cui il trasporto di carica elettrica è attribuibile sia agli ioni sia agli elettroni (ad esempio nei solidi ionici); si parla in questo caso si "trasporto misto".
A seconda della forza spingente che causa il trasporto di carica elettrica, questo può avvenire per:
- conduzione: si realizza quando due conduttori elettronici (ad esempio metalli) sono posti a contatto; gli elettroni passano da un materiale metallico all'altro attraversando l'interfaccia;
- convezione: si realizza nel caso di elettroliti liquidi (soluzioni elettrolitiche o sali fusi); è da attribuirsi al regime fluidodinamico all'interno del liquido; gli ioni vengono trasportati a causa del movimento del liquido;
- migrazione: tale trasporto di carica comporta il simultaneo spostamento di due tipologie di portatori di carica: gli anioni (caricati negativamente) verso l'anodo e i cationi (caricati positivamente) verso il catodo; a seconda della forza spingente che causa il trasporto per migrazione, si parla inoltre di:[2]
  - conducibilità: se la migrazione degli ioni è dovuta ad una differenza di potenziale elettrico (che può stabilirsi ad esempio tra due elettrodi immersi in un elettrolita liquido);
  - diffusione: se la migrazione degli ioni è dovuta ad una differenza di potenziale chimico (che può stabilirsi ad esempio tra due semicelle in cui gli ioni sono presenti in concentrazione differente).

## Trasporto degli ioni per moto viscoso e meccanismo a salto
Il trasporto per migrazione degli ioni può avvenire secondo due differenti tipologie di trasporto, a seconda del modo in cui si muovono all'interno dell'elettrolita:
- meccanismo a salto: gli ioni si muovono passando attraverso posizioni reticolari libere vicine (vacanze o posizioni interstiziali). Si ha questo tipo di meccanismo nel caso in cui gli ioni abbiano dimensioni molto ridotte rispetto al reticolo cristallino;
- moto viscoso: gli ioni si spostano attraverso il mezzo che li circonda, costituito da altre particelle (ioni, atomi e/o molecole). Si ha questo tipo di meccanismo nel caso in cui gli ioni abbiano dimensioni non trascurabili.

### Trasporto degli ioni nelle soluzioni elettrolitiche per moto viscoso

Rappresentazione di uno ione positivo in un elettrolita (in assenza di campo elettrico esterno). È evidenziato lo shell costituito da ioni negativi.

Moto di uno ione in una soluzione elettrolitica, sotto l'influsso di un campo elettrico esterno.

Nelle soluzioni elettrolitiche il trasporto di carica elettrica avviene grazie allo spostamento degli ioni che lo compongono. Tale spostamento può avvenire per migrazione (associata alla presenza di un campo elettrico) o per convezione (associata alla presenza di un regime fluidodinamico di tipo convettivo). Generalmente in una soluzione elettrolitica non si ha lo sviluppo di moti convettivi particolarmente rilevanti, per cui la migrazione è il meccanismo più comune.
Durante la migrazione si ha il simultaneo spostamento degli ioni negativi (anioni) verso l'anodo e degli ioni positivi (cationi) verso il catodo.
Quando uno ione si trova fermo all'interno di una soluzione elettrolitica, attorno ad esso si ha la formazione di un "guscio" formato da altri ioni di carica opposta, in accordo con la teoria di Debye-Hückel.
Durante il suo moto nella soluzione elettrolitica, tale ione viene rallentato da due fenomeni, che sono:
- effetto di asimmetria: dovuto al fatto che il baricentro dello ione e il baricentro della nube di carica opposta che lo circonda non sono coincidenti;
- effetto elettroforetico: dovuto al fatto che assieme allo ione si sposta la nube di ioni ad esso associata, per cui la viscosità apparente è maggiore.